# صبري القباني
 صبري القباني (1908م - مايو 1973م)، طبيب سوري رائد، ومؤسس أول مجلة طبية عربية واسعة الانتشار، هي مجلة طبيبك والتي ترأس تحريرها حتى وفاته ليتسلمها ابنه الدكتور سامي القباني.
ولد القباني عام 1908م في دمشق بسوريا، وبعد نيله درجة الإجازة في الطب من جامعة دمشق في أوائل ثلاثينات القرن العشرين، عمل طبيباً في بعض القرى والمدن السورية، ثم انتقل إلى العراق ليخدم بصفة (ضابط طبيب) بين سني الأربعينات والخمسينات. عاد بعدها إلى دمشق ليعمل استاذاً في جامعتها ثم ليؤسس في حلب مجلة طبيبك بعد أن عرفه الجمهور من خلال برنامجه (طبيبك عبر المذياع) وقد تولى إدارة المجلة آنذاك إبراهيم الحلو. توفي في بيروت في شهر مايو عام 1973 ونُقل ليدفن في مسقط رأسه دمشق.

## من أعماله
1. جمالك سيدتي[3]
2. الغذاء لا الدواء
3. طبيبك معك
4. حياتنا الجنسية
5. مائة سؤال وسؤال حول الجنس
6. أطفال تحت الطلب
7. قلوب الأطباء
8. أولادنا نصارحهم
9. غرائب في مملكة الحيوان
10. طبيبك معك

## وصلات خارجية
- صبري القباني على موقع أرشيف الشارخ.